# Looierssluis
De Looierssluis (brug 103) is een vaste brug in Amsterdam-Centrum. "Sluis" staat voor een oude aanduiding dat de brug van steen is.
De brug is gelegen in de westelijke kade van de Prinsengracht en overspant de Looiersgracht.
De brug is vernoemd naar de Looiersgracht en samen zijn ze vernoemd naar de leerlooierijen die hier in de 16e eeuw gevestigd waren. Er ligt hier al eeuwen een brug. Balthasar Florisz. van Berckenrode tekende op zijn plattegrond uit 1625 hier al een brug in de Prince Graft en over de Loyers Graft. Ook de andere twee bruggen over de Looiersgracht brug 100 en brug 102 stonden al op die kaart. De moderne geschiedenis van de brug begint in 1746. Het gemeentearchief Amsterdam is in het bezit van een bouwtekening van deze brug uit dat jaar. Op de tekening is een welfbrug te zien met drie doorvaarten. Er is echter geen verdere documentatie van die brug. Toen Gerrit Lamberts de brug in 1815 tekende had de brug slechts één doorvaart. Men vermoedt dat de driebogige brug in 1746 vervangen was, maar onzekerheid bleef of die driebogige brug wel bestaan had. In 1892 werd er groot onderhoud aan de brug verricht, waarbij de brug verlaagd werd, er vonden nog wel eens ongelukken plaats als handkarren er zonder hun begeleider van doorgingen. Er kwam een ijzeren liggerbrug, een normale procedure voor vervanging destijds. In 1936 moest er wat klein herstelwerk aan de brug plaatsvinden, ze was iets langer dan twee weken gesloten voor alle verkeer.   
In 1980/1981 was de brug weer aan vervanging toe. De brug uit de 17e eeuw in de versie van 1892 werd gesloopt en bij die sloop troffen bouwvakkers zowaar resten aan van de fundering van een driebogige brug. Restauratie van die brug vond (kennelijk) plaats in de tijd dat men in het centrum van de “lelijke” liggerbruggen af wilde (later werden ze weer mooi gevonden) en de brug kreeg haar oude boogconstructie en hoogte terug. De brug is dus als het ware teruggerestaureerd.
<<< · 100 · 101 · 102 · 103 ·  105 · 106 · 107 · 108 · 109 ·  110 · 111 · 112 · 113 · 114 · 115 · 116 · 117 · 118 · 119 · 120 · 121 · 122 · 123 · 124 · 125 · 126 · 127 · 128 · 129 · 130 · 131 · 132 · 135 · 136 · 137 · 138 · 139 · 140 · 141 · 142 · 143 · 144 · 145 · 146 · 147 · 148 · 149 ·  150 · 151 · 152 · 155 · 156 · 159 · 160 · 161 · 162 · 163 · 164 · 165 · 166 · 167 · 168 · 169 ·  170 · 171 · 172 · 173 · 174 · 175 · 176 · 177 · 178 · 179 · 180 · 181 · 182 · 183 · 184 · 185 · 186 · 187 · 189 · 190 · 191 · 192 · 193 · 194 · 195 · 196 · 198 · 199 · >>>
Brugnummers 104, 133, 134, 153, 154, 157, 158, 188 en 197 zijn niet (meer) in gebruik.